# سهم طلایی
سهم طلایی (به انگلیسی: Golden share) یک نمونه سهم اسمی است، که در شرایط مشخص خاص، نسبت به سایر سهام‌های دیگر، ارجحیت دارد و نظر تمامی خریداران بورس را به سمت خود جلب نموده‌است. کنترل این گونه سهام‌ها، اغلب در اختیار یک سازمان دولتی قرار دارد و متعلق به شرکتی دولتی می‌باشد، که تحت فرایند خصوصی‌سازی و تبدیل شدن به یک شرکت سهامی، قرار دارد.